# Бои в Сумской области (2025)
Бои в Сумской области в ходе вторжения России на Украину повторно развернулись с 19 февраля 2025 года после отступления ВСУ из приграничных районов Курской области России.

## Военно-оперативная обстановка
После выдавливания основных сил ВСУ из Курской области к третьей декаде февраля 2025 года ВС РФ перенесли боевые действия в приграничные районы Сумской области Украины. Главная цель, которую преследовало российское командование: создать обороняемые буферные зоны на севере Украины вдоль международной границы и приблизиться к городу Сумы в пределах досягаемости ствольной артиллерии.
19 февраля президент РФ Путин заявил, что ВС РФ начали операцию по освобождению Курской области с заходом в Сумскую область. Свидетельства Путина о прорыве ВС РФ государственной границы Украины и начала боёв на её территории не появлялись до 28 февраля 2025 года, когда аналитики DeepState обозначили на карте в качестве «серой зоны» 2,8 км² в Сумской области к югу от курского Свердликова.

## Ход боевых действий
К концу февраля 2025 года ВС РФ подошли к трассе «Суджа — Сумы», через которую осуществляется снабжение группировки ВСУ в Курской области. Вклинение, осуществляемое малыми пехотными группами ВС РФ, позволило затруднить снабжение группировки ВСУ в Курской области. В Генштабе ВСУ подтвердили неудачную атаку противника в сторону Новенького.
5 марта появились сообщения о переходе российским подразделением границы Украины в направлении Журавки.
6 марта начались бои к северо-западу от Басовки.
9 марта российские войска продвинулись через границу и захватили село Новенькое (к северо-востоку от города Сумы в Сумской области).
Геокадры от 11 марта подтвердили продвижение ВС РФ к западу от Басовки (к западу от Суджи через международную границу в Сумской области).
В середине марта ВС РФ продолжили атаки вблизи международной границы в районе Басовки. Небольшие российские штурмовые и диверсионно-разведывательные группы также атаковали в районе Новенькое — Журавка вдоль международной границы в Сумской области.
В последних числах марта ВС РФ захватили Веселовку.
В первую неделю апреля вдоль границы Сумской и Курской областей продолжалась бои без существенного продвижения ВС РФ. Украинские войска контратаковали в районе Веселовки.
6 апреля ВС РФ захватили Басовку (южнее Новенького) и пытались продвинуться в сторону Локни (южнее Новенького) и перекрыть шоссе H-07 Юнковка-Суджа, чтобы вытеснить ВСУ со всех оставшихся позиций на территории России.
8 апреля российские штурмовики проскочили через Басовку в расположенную южнее Локню — для зачистки северных окраин Локни украинским войскам пришлось задействовать спецназ.
10 апреля МО РФ сообщило о взятии села Журавка. Украинские войска контратаковали около Басовки и Веселовки (к юго-западу от Журавки).
Согласно оценке украинского военного обозревателя Константина Машовца, российская группировка на этом направлении способна лишь на ограниченное продвижение — до 10 км вглубь и 30 км по фронту в Сумской области. Прорыв подготовленной обороны ВСУ или наступление на город Сумы выглядят маловероятными при текущем составе сил и средств, «непосредственной угрозы» прорыва к Сумам не просматривается.
10—15 апреля ВС РФ продолжили наступательные действия к северо-востоку от Сум в районах населённых пунктов Локня, Владимировка и Беловоды, а также к северу от Сум в направлении Водолаги.
В связи с переброской части российских сил с курского направления процесс «создания буферной зоны» в Сумской области «затягивается». В середине апреля ВСУ удалось потеснить противника в районе села Беловоды и заблокировать продвижение в сторону Юнаковки.
26 апреля начальник Генштаба РФ генерал армии В. В. Герасимов заявил, что российские военные пытаются создать буферную зону в приграничье Сумской области и захватили четыре населённых пункта в этом районе и оккупируют 90 квадратных километров в Сумской области. По оценкам ISW, российские войска оккупировали Новенькое, Басовку, Журавку и Веселовку (все к северо-востоку от Сум), но по состоянию на 26 апреля российские войска оккупировали около 54 квадратных километров в Сумской области.
26—27 апреля ВС РФ продвинулись вдоль трассы С-191503 на севере Локни, к западу от Локни, к западу и юго-западу от Басовки и к юго-востоку от Журавки.
28—29 апреля ВС РФ продвинулись на юг в центр села Беловоды.
В первой половине мая продолжались бои в районе Водолаг, Беловод и Локни. Российские войска продвинулись к северо-востоку от Водолаг и в юго-восточной части Беловод.
В середине мая продолжились атаки ВС РФ вблизи Миропольского (к востоку от Сум), Беловод (к северу от Сум) и Юнаковки (к северо-востоку Сум).
24 мая МО РФ заявило о захвате российскими войсками Локни. 25 мая ВС РФ захватили Беловоды. 28 мая МО РФ заявило о захвате ВС РФ Константиновки (к северу от города Сумы).
31 мая российские войска захватили Владимировку.
1 июня ВС РФ захватили Константиновку.
3 июня российские войска захватили Андреевку и Водолаги.
6 июня ВС РФ захватили Кондратьевку и Алексеевку.
Российское военное командование перебросило большую часть Курской группировки войск на север Сумской области, и в первой декаде июня ВС РФ продолжили атаки возле Яблоновки, Новониколаевки и Юнаковки с небольшим продвижением вперёд. 11 июня первый заместитель председателя комитета Государственной Думы РФ по обороне Алексей Журавлев подтвердил медленное продвижение российских войск на данном направлении. 
13 июня МО РФ заявило о захвате Яблоновки.
Во второй декаде июня российские войска продолжили атаки к северу от Сум в районе Кондратовки и Алексеевки и к северо-востоку от Сум в районах населенных пунктов Новониколаевка, Варачино, Яблоновка и Юнаковка. Украинские войска контратаковали в районе Юнаковки и 14 июня освободили Андреевку.
Во второй половине июня ВС РФ продолжили наступательные действия на севере Сумской области, но не продвинулись вперед. Украинские войска контратаковали вблизи Юнаковки, Садков, Новониколаевки, Андреевки и Яблоновки. 24 июня главнокомандующий ВСУ А. С. Сырский заявил, что наступление российских войск в приграничных районах Сумской области было остановлено, а линия фронта стабилизирована.